# Oś silnikowa

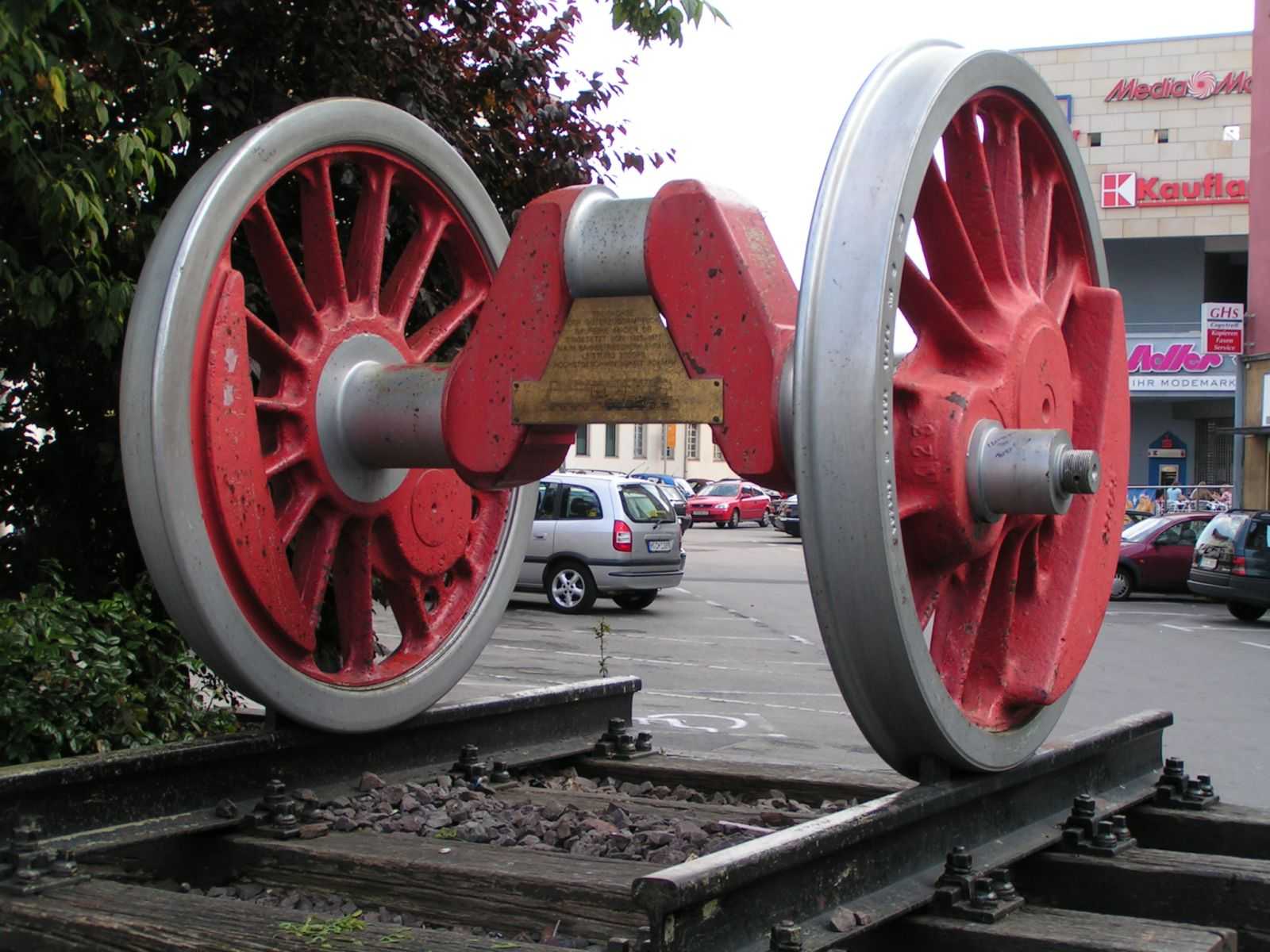
Oś silnikowa (wykorbiona) trzycylindrowego parowozu niemieckiej serii 44

Oś silnikowa w parowozie to oś napędowa otrzymująca napęd bezpośrednio przez korbowód od maszyny parowej, połączona z osiami dowiązanymi za pomocą wiązarów przenoszących napęd.
W najczęstszym rozwiązaniu, cylindry silnika parowego umieszczone są na zewnątrz ramy podwozia (ostoi) i napędzają oś silnikową poprzez korbowód za pomocą czopów na powierzchni zewnętrznej kół. W przypadku zestawów kołowych zamocowanych wewnątrz ostoi zewnętrznej, napęd przenoszony jest za pomocą korb Halla, umocowanych na przedłużeniu osi zestawu kołowego. W rozwiązaniach z cylindrami umieszczonymi wewnątrz ostoi, napędzają one oś silnikową za pomocą osi wykorbionej. W przypadku parowozów wielocylindrowych ta sama oś silnikowa może być napędzana za pomocą czopów korbowych i osi wykorbionej.
Oś silnikowa stosowana jest w prawie wszystkich parowozach. Szczególnym przypadkiem jest oś ślepa pozbawiona kół, zamocowana na stałe w ostoi, otrzymująca napęd z silnika.